# 大拇指 (新加坡学生报)
大拇指（英語：Thumbs UP）是一家在新加坡出版的华语报纸，面向新加坡小学三年级至六年级的在校学生。

## 历史
2000年1月17日由当时的副总理李显龙发起。 
新加坡的大多数小学都为他们的華裔学生订阅这份报纸，以提高他们的母语水平。本报纸既报道国际新闻，也报道地方新闻。课程设有模拟试题部分，以协助学生准备考试。该报亦以本地艺术工作者精选的艺术作品推广艺术教育。 当地著名艺术家陈瑞献是该报的第一位艺术指导。 
此外，该报每年均举办艺术工作坊及比赛。文件中的艺术教育部分得到了新加坡国家艺术委员会的支持和认可。该报还有一个娱乐和游戏版块，由读者贡献中文漫画，以及每周一篇关于该报吉祥物的卡通故事。这份报纸由新加坡报业控股出版，双周一期。